# Tajšet
Tajšet (rusky Тайшет) je město na Sibiři, v Irkutské oblasti Ruské federace. Je významným železničním uzlem, protože se zde připojuje Bajkalsko-amurská magistrála na Transsibiřskou magistrálu. Při sčítání lidu v roce 2010 žilo v Tajšetu zhruba pětatřicet tisíc obyvatel.
V Tajšetu začíná ropovod Východní Sibiř – Tichý oceán, který vede přes Skovorodino jednak do tichooceánského přístavu Kozmino, jednak do Ta-čchingu v Čínské lidové republice.

## Historie
Město bylo založeno v roce 1897 jako zásobovací místo a stanice na Transsibiřské magistrále. V roce 1938 mu byl udělen status města.
Během 30.–50. let 20. století byl Tajšet centrem správy pracovních táborů gulagu Ozerlag a Angarlag. Výstavba prvního úseku Bajkalsko-amurské magistrály začala v roce 1937 a byla řízena odtud. Podle některých zpráv přeživších leží mezi Tajšetem a Bratskem „pod každým železničním pražcem mrtvý muž“. Spolu s japonskými vězni z Kwantungské armády tvořili němečtí váleční zajatci velkou část kontingentu nucených prací, obvykle pod 25letým trestem, jako například Dietrich von Saucken. Přeživší němečtí váleční zajatci byli repatriováni na podzim 1955, po návštěvě západoněmeckého kancléře Konrada Adenauera v Moskvě. 

## Vývoj počtu obyvatel
| Rok  | Počet obyvatel |
| ---- | -------------- |
| 1939 | 21 087         |
| 1959 | 33 499         |
| 1970 | 34 232         |
| 1979 | 38 249         |
| 1989 | 42 391         |
| 2002 | 38 535         |
| 2010 | 35 485         |

zdroj: sčítání lidu

## Osobnosti
- Bohumil Borecký (1891–1954), československý legionář, důstojník československé armády, odbojář z období druhé světové války, generálmajor in memoriam, umřel zde[3]
- Petr Zlenko (1891–1954), ukrajinsko–český bibliograf, knihovník a publicista, umřel zde[4]